# Diếp cá
Diếp cá hay giấp cá, dấp cá, lá giấp, rau giấp, rau vẹn, ngư tinh thảo, tập thái (danh pháp khoa học: Houttuynia cordata) là một loài thực vật thuộc họ Saururaceae.

## Phân bố
Loài của lục địa châu Á, phân bố từ Ấn Độ qua Trung Quốc, Nhật Bản, Thái Lan, các nước Đông Nam Á. Ở Việt Nam, diếp cá mọc hoang ở chỗ ẩm ướt.

## Đặc điểm
Là một loại cỏ nhỏ, mọc quanh năm (evergreen), ưa chỗ ẩm ướt, có thân rễ mọc ngầm dưới đất. Rễ nhỏ mọc ở các đốt. Lá mọc cách (so le), hình tim, có bẹ, đầu lá hơi nhọn hay nhọn hẳn, khi vò ra có mùi tanh như mùi cá. Cây thảo cao 15–50 cm; thân màu lục hoặc tím đỏ, mọc đứng cao 40 cm, có lông hoặc ít lông. Cụm hoa nhỏ hình bông bao bởi 4 lá bắc màu trắng, trong chứa nhiều hoa nhỏ màu vàng nhạt, trông toàn bộ bề ngoài của cụm hoa và lá bắc giống như một cây hoa đơn độc. Quả nang mở ở đỉnh, hạt hình trái xoan, nhẵn. Mùa hoa tháng 5-8, quả tháng 7-10.

## Ngữ học
Theo Cương mục bản thảo của Lý Thời Trân, cây giấp cá có tên Hán tự là ngư tinh thảo nghĩa là cỏ tanh mùi cá. Ngoài ra trong các sách Trung Quốc còn liệt kê một số tên khác như trấp thái, tử trấp, trấp thảo. Từ chữ trấp, người Việt đã đọc trại đi thành giấp như luật biến âm tr thành gi (ví dụ như trời = giời, tro = gio).
Đỗ Phong Thuần trong cuốn Việt Nam dược vật thực dụng năm 1957 sưu tầm những tên sau về giấp cá: Mạnh nương thái (rau của nàng họ Mạnh), bút quản thái (rau cán bút), long tu thái (rau râu rồng), khâm thái (rau cổ áo).
Trong sách Xích cước y sanh thủ nêu những tên đồng nghĩa sau: xú mẫu đơn (mẫu đơn hôi), xú linh đan (liều thuốc hay nhưng thối), lạt tử thoả (cỏ cay), nãi đầu thảo (rau núm vú), xú thảo (cỏ hôi), kê nhĩ căn (rễ cỏ con gà).
Dân thợ mộc trong Nam xưa hay cữ ăn giấp cá vì họ cho rằng nếu không lúc cưa cây, cưa gỗ giấp vô mắt cá bị thương.
Tên tiếng Anh của nó là heartleaf (lá hình tim), fish mint, fish herb, hay lizardtail (đuôi thằn lằn).

## Thành phần hoá học[1]
- Tính theo g% như sau: Nước 91,5; protid 2,9; glucid 2,7, lipid 0,5, cellulose 1,8, dẫn xuất không protein 2,2, khoáng toàn phần 1,1
- Tính theo mg%: calcium 0,3, kali 0,1, caroten 1,26, vitamin C 30.
- Theo Đỗ Tất Lợi, trong cây có chừng 0,0049% tinh dầu mà thành phần chủ yếu là methylnonylketon, decanonylacetaldehyde, chất myrcen và một ít alcaloid là cordalin, một hợp chất sterol v.v... Trong lá có quercitrin (0,2%); trong hoa và quả có isoquercitrin. Độ tro trung bình là 11,4%, tro không tan trong HCl là 2,7%.

## Thu hoạch
Thu hoạch quanh năm. Ở Trung Quốc, người ta nhổ cây giấp cá vào mùa hè và thu hoạch rửa sạch rồi phơi khô.

## Nông nghiệp
Lá giấp cá sắc nước rẩy để cây bông vải, lúa kiều mạch khỏi bị dòn úa (Trung Quốc thổ nông dược chí).

## Ẩm thực

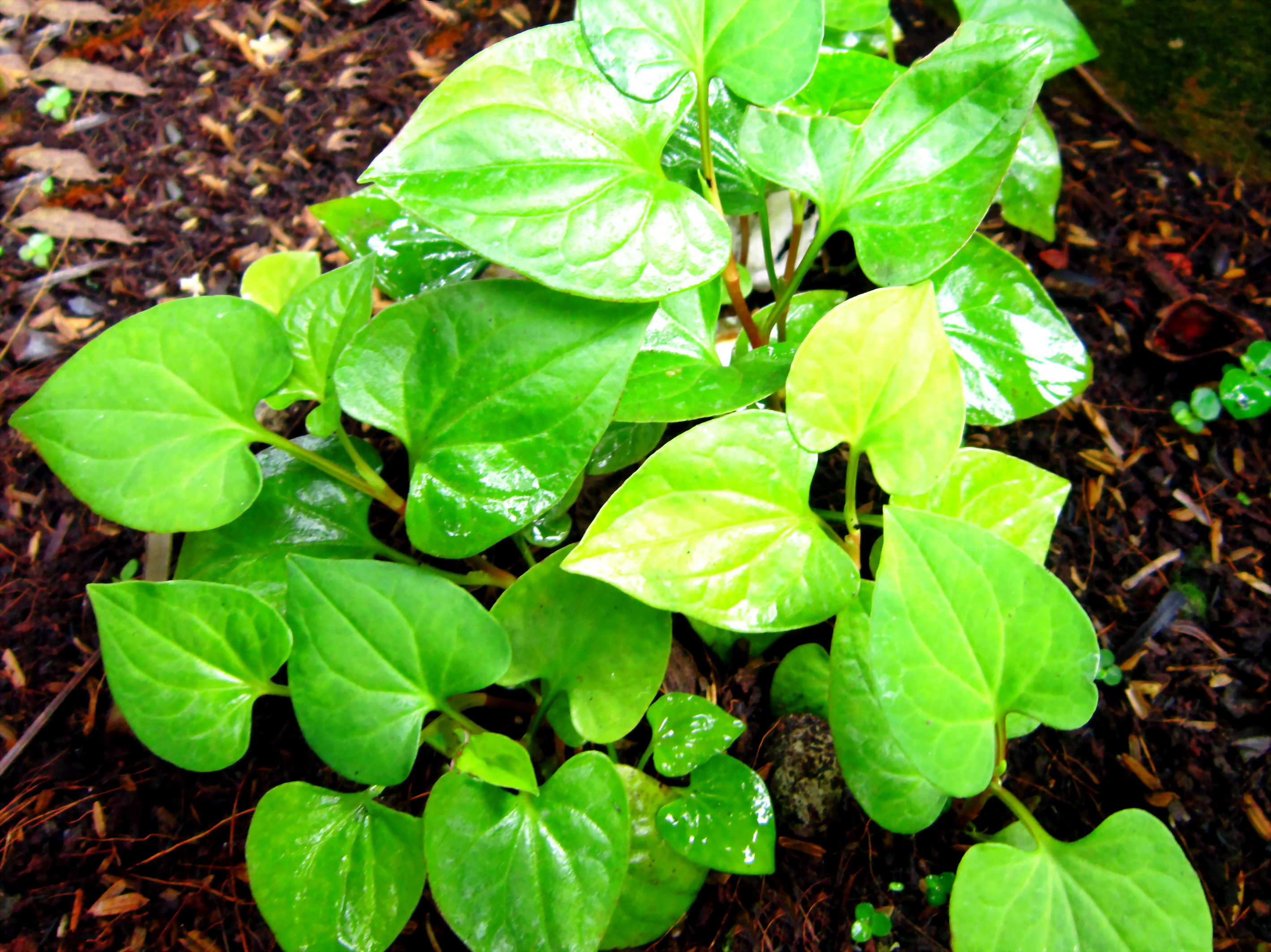
Lá giấp cá

Giấp cá từ lâu đã được trồng lấy lá làm rau ăn. Tại tây nam Trung Quốc, chẳng hạn các tỉnh Vân Nam, Quý Châu và Tứ Xuyên, các rễ phụ cũng được dùng như là rau. Ở Việt Nam, giấp cá được dùng nhiều ở các tỉnh phía nam, thường dùng ăn lá sống kèm với nhiều món như thịt nướng, chả giò bún, gỏi cuốn...
Nhật đã có các công nghệ chế biến rau giấp cá thành các loại thực phẩm như trà rượu.

## Trong ca dao
"Trầu vàng nhỏ lá, rau giấp cá nhai giòn
Khéo khen phụ mẫu sinh em mặt tròn dễ thương."
Nghe vẻ nghe ve
Nghe vè các rau.
Thứ ở hỗn hào,
Là rau ngành ngạnh.
Trong lòng không chánh,
Vốn thiệt rau lang...
...Ăn hơi tanh tanh,
Là rau dấp cá...
(Vè các loại rau)